# Mimudea sobrinalis
Mimudea sobrinalis là một loài bướm đêm trong họ Crambidae.